# 小岔乡
小岔乡，是中华人民共和国宁夏回族自治区固原市彭阳县下辖的一个乡镇级行政单位。

## 行政区划
小岔乡下辖以下地区：
榆树村、李渠村、吊岔村、米沟村、卷槽村、耳城村、柳湾村和小岔村。